# Eugène-Melchior de Vogüé
Marie-Eugène-Melchior, wicehrabia de Vogüé (ur. 25 lutego 1848 w Nicei, zm. 29 marca 1910 w Paryżu) – francuski dyplomata, pisarz oraz krytyk literacki.
Urodził się w Nicei, we Francji. Brał udział w wojnie francusko-pruskiej. Po zakończeniu wojny wstąpił do służby dyplomatycznej III Republiki Francuskiej. Pełnił funkcję attaché w Imperium Osmańskim i Egipcie, a następnie sekretarza ambasady w Petersburgu. Zrezygnował w 1882 roku. W latach 1893–1898 pełnił funkcję przedstawiciela Ardeche we francuskim Zgromadzeniu Narodowym.
Jako pisarz współpracował z Revue des Deux Mondes od 1873 roku, Na jego łamach opublikował Voyage en Syrie et en Palestine. Zrobił wiele, aby obudzić francuskie zainteresowanie intelektualnym życiem innych krajów, zwłaszcza Rosji. De Vogüé był praktycznie pierwszym, który zwrócił uwagę Francuzów na Fiodora Dostojewskiego. Wielu uważa, że esej de Vogüé jest pierwszym ważnym badaniem pracy pisarza.
W 1888 r. został członkiem Akademii Francuskiej (zajmował fotel 39).

## Wybrane prace
- Syrie, Palestine, Mont-Athos, 1876
- Histoires orientales, 1880
- Les Portraits du siècle, 1883
- Le Roman russe, 1886
- Spectacles contemporains, 1891
- Notes sur le Bas-Vivarais, 1893
- Cœurs russes, 1894
- Jean d’Agrève, 1897
- Les morts qui parlent, 1899
- Le Maître de la mer, 1903
- Sous l’horizon, 1904
- Journal du vicomte Eugène-Melchior de Vogüé: Paris, Saint-Pétersbourg 1877–1883, 1932